# Juillet 1921

## Événements
- 1er juillet : 
  - fondation du Parti communiste chinois au congrès de Shanghai;
  - mise en application par l'USAAS du système d'identification individuelle des aéronefs (aircraft serial number) toujours utilisé de nos jours par l'USAF.

- 5 juillet : premier vol du « de Havilland DH.29 Doncaster ».

- 10 juillet : troisième attaque grecque contre la Turquie : Afyon (13 juillet), Kütahya et Eskişehir sont prises.

- 11 juillet : en Mongolie, un gouvernement provisoire est nommé le 11 juillet 1921, à la suite d'une révolte populaire. La fête nationale (11-13 juillet) commémore cet évènement.

- 12 juillet (Affaire Sacco et Vanzetti) : les anarchistes américains Nicola Sacco et Bartolomeo Vanzetti, déclarés coupables du meurtre du caissier et du gardien d’une usine de Braintree sont condamnés à mort.

- 21 juillet : 
  - guerre du Rif, terrible défaite des troupes espagnoles contre Abd el-Krim, à la bataille d'Anoual. Abd el-Krim fonde la République du Rif (fin en 1926);
  - l'Américain Mitchell coule à la bombe un sous-marin allemand et le cuirassée Iowa au cours d'une démonstration devant les autorités militaires américaines. Mitchell veut montrer la supériorité de l'avion.

- 25 juillet : huitième édition du Grand Prix de France au Mans. Le pilote américain Jimmy Murphy s'impose sur une Duesenberg.

- 27 juillet : 
  - Frederick Banting et Charles Best découvre l'insuline.
  - Accords franco-allemands : réparations en nature.

- 28 juillet : Adolf Hitler évince Anton Drexler et prend la présidence du parti nazi (NSDAP) en Bavière.

- 29 juillet : l'Américain Mitchell poursuit ses tests tendant à montrer la supériorité de l'avion aux autorités américaines. Il échappe à la « défense » de New York, et largue sur la ville 17 bombes factices.

- 30 juillet : le Suisse François Durafour pose son Caudron-G3 à plus de 5 400 m sur le Dôme du massif du Mont Blanc et en redécolle pionnair-ge.com.

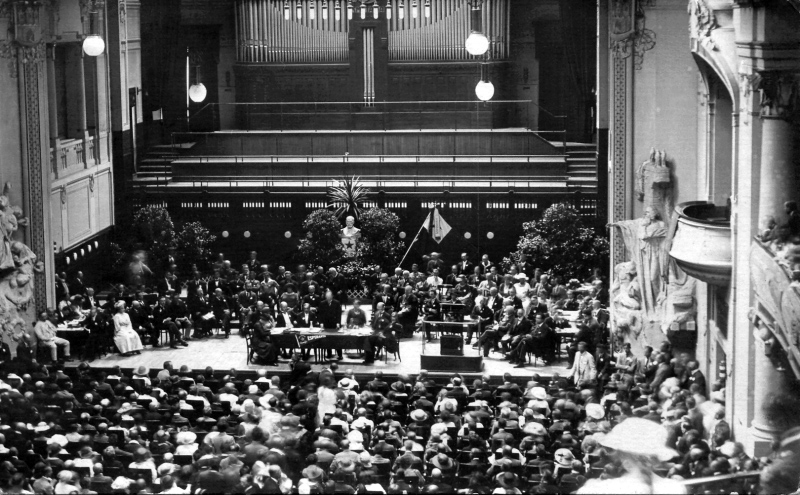
13e congrès mondial d'espéranto

- 31 juillet - 6 aout : le 13e congrès mondial d’espéranto a lieu à Prague. Il est suivi par 2561 participants.

## Naissances
- 4 juillet : Rafael Ortega, matador espagnol († 18 décembre 1997).
- 6 juillet :
  - Nancy Reagan, femme politique américaine († 6 mars 2016).
  - Jean Vodaine, typographe, poète, peintre et éditeur français († 8 août 2006).
- 9 juillet : Albert Ducrocq, journaliste et écrivain français, pionnier de la cybernétique († 22 octobre 2001).
- 17 juillet : Aaron Temkin Beck, psychiatre américain († 1er novembre 2021).
- 18 juillet : 
  - John Glenn, premier astronaute américain à aller en orbite (1962) († 8 décembre 2016).
  - James Couttet, skieur français († 13 novembre 1997).
- 20 juillet : Francis Blanche, acteur, auteur, chanteur et humoriste français († 6 juillet 1974).
- 25 juillet : Paul Watzlawick, thérapeute et psychologue américain († 31 mars 2007).
- 26 juillet : Jeffrey Smart, peintre australien († 21 juin 2013).
- 27 juillet : Émile Genest, acteur québécois († 19 mars 2003).
- 29 juillet : Chris Marker, écrivain, photographe et réalisateur français († 29 juillet 2012).
- 30 juillet : Jacques Van der Schueren, homme politique belge († 24 juin 1997).